# CYSRT1
CYSRT1 (англ. Cysteine rich tail 1) – білок, який кодується однойменним геном, розташованим у людей на 9-й хромосомі. Довжина поліпептидного ланцюга білка становить 144 амінокислот, а молекулярна маса — 15 313.
| 10         |  | 20         |  | 30         |  | 40         |  | 50         |
| ---------- |  | ---------- |  | ---------- |  | ---------- |  | ---------- |
| MDPQEMVVKN |  | PYAHISIPRA |  | HLRPDLGQQL |  | EVASTCSSSS |  | EMQPLPVGPC |
| APEPTHLLQP |  | TEVPGPKGAK |  | GNQGAAPIQN |  | QQAWQQPGNP |  | YSSSQRQAGL |
| TYAGPPPAGR |  | GDDIAHHCCC |  | CPCCHCCHCP |  | PFCRCHSCCC |  | CVIS       |

A: Аланін

C: Цистеїн

D: Аспарагінова кислота

E: Глутамінова кислота

F: Фенілаланін

G: Гліцин

H: Гістидин

I: Ізолейцин

K: Лізин

L: Лейцин

M: Метіонін

N: Аспарагін

P: Пролін

Q: Глутамін

R: Аргінін

S: Серин

T: Треонін

V: Валін

W: Триптофан